# Letschi Baimarsajewitsch Sadulajew
Letschi Baimarsajewitsch Sadulajew (russisch Лечи Баймарзаевич Садулаев; * 8. Januar 2000) ist ein russischer Fußballspieler.

## Karriere

### Verein
Sadulajew begann seine Karriere bei Achmat Grosny. Im Dezember 2018 debütierte er für die Profis von Achmat in der Premjer-Liga, als er am 17. Spieltag der Saison 2018/19 gegen Arsenal Tula in der Nachspielzeit für Magomed Mitrischew eingewechselt wurde. Bis Saisonende kam er zu zwei Einsätzen für die Tschetschenen in der Premjer-Liga. In der Saison 2019/20 absolvierte der Mittelfeldspieler sechs Spiele in der höchsten russischen Spielklasse.

### Nationalmannschaft
Zwischen Juli und August 2019 kam er zu fünf Einsätzen für die russische U-20-Auswahl.
Im November 2022 debütierte Sadulajew in einem Testspiel gegen Tadschikistan für die A-Nationalmannschaft.